# Emma van Normandië
Emma van Normandië (?, 985 – Winchester, 6 maart 1052) was koningin van Engeland door haar huwelijken met Ethelred II en Knoet de Grote.

## Biografie

### Afkomst en familie
Emma was een dochter van Richard I van Normandië en van Gunnora van Normandië. Via haar vader stamde ze af van de Vikingheerser Rollo en ook haar moeder had een Scandinavische afkomst. De moeder van Gunnora was waarschijnlijk Noors. Haar broer was de latere hertog Richard II van Normandië. 

### Huwelijk met Ethelred
Omstreeks het jaar 1000 speelden er enkele conflicten tussen het koninkrijk Engeland en het Hertogdom Normandië. Zo bestond er spanning over politieke bannelingen en het feit dat Richard II Vikingplunderaars onderdak verschafte in zijn rijk. Dit laatste leidde in 1002 tot een represaillemaatregel van de Engelsen waarbij ze Cotentin aanvielen. Om een oplossing voor de geschillen te vinden en een bondgenootschap tussen de twee rijken te bewerkstelligen huwde Richard II zijn zus uit aan Ethelred II.
Ethelred had uit een eerder huwelijk al zes zonen en drie dochters, maar Emma werd Ethelred's eerste koningin. Ze kreeg omstreeks 1005 een zoon, Eduard, en toen ontstonden er twee concurrerende lijnen voor de Engelse troon. Haar positie aan het hof werd sterker toen in deze zelfde tijd een paleisrevolutie plaatsvond waarbij een aantal vaste raadsheren van Ethelred het veld moesten ruimen.
In het jaar 1013 viel de Deens koning Sven Gaffelbaard Engeland binnen en hierop werd de positie van Ethelred onhoudbaar. Samen met zijn gezin ging hij in ballingschap in Normandië. Gaffelbaard overleed al in 1013 waarop Ethelred kon terugkeren en kortstondig weer koning van de Engelsen was. In 1015 keerde Knoet de Grote, de zoon van Gaffelbaard, met een leger terug in Engeland. Kort daarop overleed Ethelred.

### Huwelijk met Knoet
Ten tijde van de kortstondige periode dat Edmund II van Engeland, de zoon van Ethelred uit diens eerste huwelijk, aan de macht was verbleef Emma in Londen. Er bestaan verschillende verhalen over hoe ze uiteindelijk in het huwelijk trad met Knoet. Knoet zou haar het hof hebben gemaakt of hebben gedwongen zijn vrouw te worden, maar uiteindelijk stemde Emma wel in met de verbintenis. Door dit huwelijk kon Knoet zich presenteren als een erfgenaam van Ethelred en neutraliseerde hij de dreiging die uitging van de kinderen van Emma.
In de periode van haar huwelijk met Knoet trad ze vaker op de voorgrond dan tijdens haar verbintenis met Ethelred. Ook kreeg ze belangrijke politieke verplichtingen toevertrouwd. Zo zijn vele belangrijke documenten zowel aan Emma als aan Knoet gericht. Knoet had net zoals Ethelred ook kinderen uit een eerder huwelijk en wederom spande Emma zich in om de positie van haar eigen kinderen veilig te stellen. Na de dood van Knoet maakte zij zich sterk voor de opvolging van Hardeknoet en ze werd hierin gesteund door graaf Godwin van Wessex, maar zijn claim werd betwist. Ze betrok ook haar kinderen uit haar huwelijk met Ethelred in de strijd dat leidde tot een invasie en tot de dood van Alfred. Uit deze strijd kwam vervolgens Knoets oudste zoon Harold I als winnaar uit de strijd. Hierdoor kon Emma haar positie niet langer handhaven en ging ze in ballingschap.

### Ballingschap

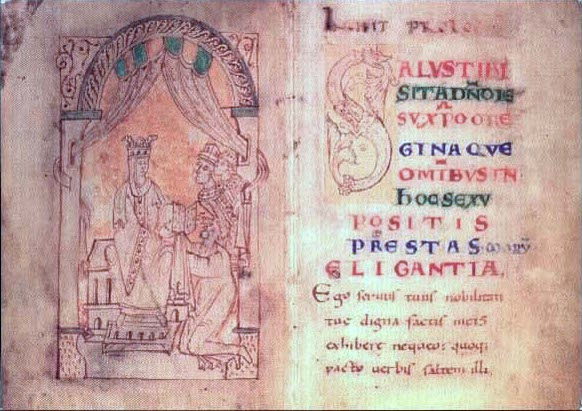
Emma van Normandië ontvangt de Encomium Emmae. Op de achtergrond staan haar zoons Eduard de Belijder en Hardeknoet. 11e-eeuwse afbeelding

Emma ging in ballingschap in Graafschap Vlaanderen. In deze jaren verbleef ze in Sint-Omaars of in Brugge. In 1039 voegde Hardeknoet zich bij Emma om een invasie op touw te zetten, maar Harold overleed al in 1040 en hierop werd Hardeknoet de Engelse troon aangeboden. De nieuwe koning slaagde erin om al snel de Engels-Deense elite van zich te vervreemden waarop Emma zich tot haar zoon Eduard wendde. Hij werd geïnstalleerd tot medeheerser en zou Hardeknoet na diens dood opvolgen als koning.
Tijdens haar periode in Vlaanderen gaf Emma opdracht tot het schrijven van de Encomium Emmae regina (Ter ere van koningin Emma) waarin haar keuzes werden gerechtvaardigd. Het kan gezien worden als een propagandastuk.

### Laatste jaren
Emma keerde samen met Hardeknoet in 1040 terug naar Engeland. Toen Eduard in 1042 aan de macht kwam nam hij de bezittingen van zijn moeder in en liet haar pas terugkeren aan het koninklijk hof twee jaar later. Ze woonde tot aan haar dood in 1052 in Winchester en werd na haar dood begraven naast haar man Knoet.

## Huwelijken en kinderen
Emma huwde in 1002 met Ethelred II en kreeg met hem drie kinderen:
- Godgifu (ca. 1004-1049/1056),  huwde met graaf Drogo van Vexin
- Eduard (ca. 1005-1066), koning van Engeland
- Alfred (1008-1036).

Uit haar huwelijk met Knoet kwamen twee kinderen voort:
- Hardeknoet (1018-1042), koning van Denemarken en Engeland
- Gunhilde (1020-1038), huwde met Keizer Hendrik III

## Voorouders
| Voorouders van Emma van Normandië | Voorouders van Emma van Normandië                      | Voorouders van Emma van Normandië                      | Voorouders van Emma van Normandië                      | Voorouders van Emma van Normandië                      | Voorouders van Emma van Normandië                      | Voorouders van Emma van Normandië                      | Voorouders van Emma van Normandië                      | Voorouders van Emma van Normandië                      |
| --------------------------------- | ------------------------------------------------------ | ------------------------------------------------------ | ------------------------------------------------------ | ------------------------------------------------------ | ------------------------------------------------------ | ------------------------------------------------------ | ------------------------------------------------------ | ------------------------------------------------------ |
| Overgrootouders                   | Rollo (860–932) ∞ Poppa van Bayeux (870-na 919)        | Rollo (860–932) ∞ Poppa van Bayeux (870-na 919)        | ? (–) ∞ ? (-)                                          | ? (–) ∞ ? (-)                                          | ? (–) ∞ ? (-)                                          | ? (–) ∞ ? (-)                                          | ? (–) ∞ ? (-)                                          | ? (–) ∞ ? (-)                                          |
| Grootouders                       | Willem I van Normandië (907–942) ∞ Sprota (-)          | Willem I van Normandië (907–942) ∞ Sprota (-)          | Willem I van Normandië (907–942) ∞ Sprota (-)          | Willem I van Normandië (907–942) ∞ Sprota (-)          | ? (–) ∞ ? (-)                                          | ? (–) ∞ ? (-)                                          | ? (–) ∞ ? (-)                                          | ? (–) ∞ ? (-)                                          |
| Ouders                            | Richard I van Normandië (933–996) ∞ Gunnora (950-1031) | Richard I van Normandië (933–996) ∞ Gunnora (950-1031) | Richard I van Normandië (933–996) ∞ Gunnora (950-1031) | Richard I van Normandië (933–996) ∞ Gunnora (950-1031) | Richard I van Normandië (933–996) ∞ Gunnora (950-1031) | Richard I van Normandië (933–996) ∞ Gunnora (950-1031) | Richard I van Normandië (933–996) ∞ Gunnora (950-1031) | Richard I van Normandië (933–996) ∞ Gunnora (950-1031) |
| Emma van Normandië (985–1052)     |                                                        |                                                        |                                                        |                                                        |                                                        |                                                        |                                                        |                                                        |